# 365
- Wikisource

| Calendário gregoriano                                                        | 365 CCCLXV                      |
| Ab urbe condita                                                              | 1118                            |
| Calendário arménio                                                           | -187 – -186                     |
| Calendário bahá'í                                                            | -1479 – -1478                   |
| Calendário budista                                                           | 909                             |
| Calendário chinês                                                            | 3061 – 3062                     |
| Calendário copta                                                             | 81 – 82                         |
| Calendário etíope                                                            | 357 – 358                       |
| Calendários hindus - Vikram Samvat - Calendário nacional indiano - Cáli Iuga | 420 – 421 286 – 287 3465 – 3466 |
| Calendário Holoceno                                                          | 10365                           |
| Calendário islâmico                                                          | 265 BH – 264 BH                 |
| Calendário judaico                                                           | 4125 – 4126                     |
| Calendário persa                                                             | 257 BP – 256 BP                 |
| Calendário rúnico                                                            | 615                             |
| Calendário solar tailandês                                                   | 908                             |

365 (CCCLXV, na numeração romana) foi um ano comum do século IV que começou num sábado, segundo o calendário juliano.  Segundo o horóscopo chinês, foi o ano do Boi.
| Ano completo                       |
| ---------------------------------- |
| Ano comum com início à sexta-feira |

## Eventos
- 21 de julho — Grande parte do Mediterrâneo Oriental, nomeadamente Alexandria, Creta e a costa da Líbia, é destruído por um violento sismo.
- 28 de setembro — Procópio toma o poder em Roma.

## Mortes
- Antipapa Félix II